# 金沙镇 (雷波县)
金沙镇，原为南田乡，是中华人民共和国四川省凉山彝族自治州雷波县下辖的一个乡镇级行政单位。金沙镇的设立与金沙江溪洛渡水电站相关，其设立工作于2013年7月正式启动，2013年11月，经四川省人民政府批准，雷波县撤销南田乡、白铁坝乡，设立金沙镇，辖原南田乡和白铁坝乡所属行政区域。2020年6月，撤销帕哈乡，将其所属行政区域划归金沙镇管辖。

## 行政区划
金沙镇下辖以下地区：
三堰村、南塘村、丁丁马村、金堰村、青海村和金沙村。